# Erik Eggen
Pour les articles homonymes, voir Eggen.
Erik Eggen est un folkloriste, musicographe et compositeur norvégien, né le 17 novembre 1877 à Trondheim et mort le 7 juin 1957 à Ringsaker. 

## Biographie
Erik Eggen naît le 17 novembre 1877 à Trondheim,.
Il est instituteur dans le sud de la Norvège de 1898 à 1939, rédacteur de la revue musicale Norsk Toneblad entre 1910 et 1917, et se consacre à l'étude de la musique traditionnelle. Il réalise ainsi des voyages d'étude en Islande et aux îles Féroé puis devient en 1925 docteur de l'Université d'Oslo avec une thèse intitulée Skalastudier, une étude sur la genèse des échelles nordiques.
Comme auteur, Erik Eggen publie une monographie consacrée à Edvard Grieg en 1911, et Norsk Musikksoge en 1923.
Comme compositeur, il est l'auteur d'une Norsk rapsodi pour orchestre, d'une cantate et d’œuvres chorales, essentiellement composées dans le style de la musique traditionnelle, et de publications de musique populaire norvégienne.
Il meurt le 7 juin 1957 à Ringsaker,.
Il est le frère de l'organiste et compositeur Arne Eggen,.